# Publio Licinio Crasso Divite
Publio Licinio Crasso Divite (in latino Publius Licinius Crassus Dives; ... – 183 a.C.) è stato un politico romano appartenente alla gens Licinia di provato valore sul campo di battaglia e di buone doti militari.

## Biografia
Nel 212 a.C. diventò pontifex maximus, superando competitori molto più conosciuti di lui come Quinto Fulvio Flacco e Tito Manlio Torquato, e si rivelò all'altezza della carica, malgrado la sua giovane età.
Nel 210 a.C. venne nominato Magister Equitum (maestro della cavalleria) dal dittatore Quinto Fulvio Flacco. L'anno seguente venne eletto censore e, com'era consuetudine, alla morte del collega Lucio Veturio Filone, avvenuta poco dopo, rinunciò alla carica. Tito Livio aggiunge che «Licinio Crasso non era mai stato prima di essere eletto censore, né console, né pretore; accedette a questa carica di censore dall'edilità curule».
Nel 209 a.C. costrinse Gaio Valerio Flacco ad essere ordinato flamen dialis, contro la sua volontà. Nel 208 a.C. divenne Pretore Peregrino (il Pretore che si occupava di giudicare le controversie tra i cittadini romani e gli stranieri, oppure tra stranieri). La sua carriera politica culminò nel consolato del 205 a.C., eletto con Publio Cornelio Scipione Africano.
Dopo il suo consolato propose di nominare Quinto Cecilio Metello dittatore per bandire le elezioni consolari.
Il Senato decise di prorogargli l'incarico, visto il suo coraggio, e, unito alle legioni del console Publio Sempronio Tuditano, finalmente sconfisse il grande nemico di Roma, Annibale.
Rimase Pontefice Massimo per più di un trentennio, morendo nel 183 a.C.
Fu un uomo profondamente legato alle tradizioni (costrinse Caio Valerio Flacco a diventare Flamen Dialis contro la sua volontà) ed estremamente severo (fece battere a morte una vestale, rea di aver provocato lo spegnimento del fuoco sacro).